# Euphorion de Chalcis
Pour les articles homonymes, voir Euphorion.

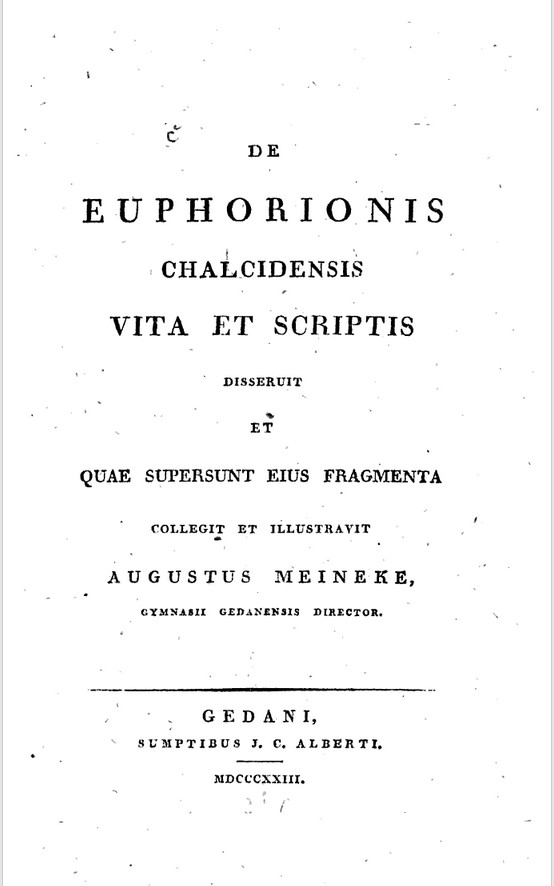
Édition de Meineke en 1823.

Euphorion (en grec ancien Εὐφορίων) est un poète et grammairien grec né à Chalcis en Eubée autour de 275 av. J.-C.

## Notice biographique
Après avoir étudié la philosophie avec Lacydès et Prytanis, il devient un étudiant et éromène du poète Archébule. Il passe beaucoup de temps de sa vie à Athènes, où il amasse une importante fortune. Il aurait eu pour protectrice Nikaia, l'une des épouses de Démétrios II de Macédoine. Autour de 221 av. J.-C., il est invité par Antiochos III à la cour des Séleucides. Il assiste à la formation de la bibliothèque royale d'Antioche où il tient jusqu'à sa mort le poste de bibliothécaire. Il écrit des épopées mythologiques (l’Epyllion, Thrax), des élégies galantes, des épigrammes et un poème satirique, Arae, après l'affaire de l’Ibis de Callimaque.
Des travaux en prose consacrés à l'histoire lui sont aussi attribués. Comme Lycophron, il utilise des expressions archaïques et obsolètes, et le caractère érudit de ses allusions rend son langage très obscur. Son élégie est hautement estimée par les Romains : Il est imité ou traduit par le préfet d'Égypte Cornelius Gallus ou encore l'empereur Tibère. Les fragments ont été publiés par l'Allemand Augustus Meineke dans De Euphorionis Chalcidensis vita et scriptis, dans la première des éditions modernes des fragments d'Euphorion qui ont survécu : Analecta Alexandrina (1843). D'autres lignes ont été retrouvées sur des papyrus à Oxyrhynque et ailleurs.